# Breed of the Sea
Breed of the Sea è un film muto del 1926 diretto e interpretato da Ralph Ince. La sceneggiatura si basa su Blue Blood and the Pirates, racconto di Peter Bernard Kyne apparso il 30 marzo 1912 sul Saturday Evening Post.

## Trama
Gemelli, Tom e Tod Pembroke sono innamorati della stessa ragazza, Ruth Featherstone, la figlia del diacono. Il carattere dei due giovani è all'opposto: benché siano tutti e due studenti di teologia, Tod è ribelle e anticonformista, al contrario di Tom, un giovane serio e posato che cerca di difendere il fratello quando questi viene espulso. Vedendo che Ruth ama il gemello, Tod parte in cerca di avventure in Cina. Sono passati cinque anni: il giovane è diventato un noto pirata e, un giorno, incontra di nuovo il fratello che, nel frattempo, è diventato missionario e ha sposato Ruth. Tom deve aprire a Paroa una missione insieme alla diaconessa Martha Winston, ma si ammala e Tod decide di partire lui per Paroa, prendendo il posto del fratello. Qui, incontra delle difficoltà perché Rawden, un mercante, cerca di boicottare la missione. Tod, però, gli tiene testa, mettendogli i bastoni tra le ruote. Catturato dagli uomini di Rawden, è aiutato da Marietta, la figlia del mercante, che si è innamorata di lui. La ragazza gli segnala l'arrivo della sua nave, che lui, prima di partire per Paroa, aveva affidata al suo socio Lije Marsh. Liberato dai suoi uomini e affidata la missione a Tom, ormai guarito, Tod è libero di partire con la sua Marietta.

## Produzione
Il film fu prodotto dalla Robertson-Cole Pictures Corporation.

## Distribuzione
Il copyright del film, richiesto dalla R-C Pictures Corp., fu registrato il 27 settembre 1926 con il numero LP23212.
Distribuito dalla Film Booking Offices of America e presentato da Joseph P. Kennedy, il film uscì nelle sale cinematografiche USA il 7 novembre 1926. Nel Regno Unito, fu distribuito il 9 gennaio 1928 dalla Ideal (Ideal Films Ltd.). Nello stesso anno, il 4 marzo, uscì anche in Finlandia.